# Moratòria
Una moratòria és el retard o la supressió d'una activitat o llei. En el context legal, pot referir-se a la suspensió temporal d'una llei per permetre que es resolgui un conflicte legal.
Per exemple, els activistes dels drets dels animals i les autoritats de conservació poden demanar una moratòria en la pesca i la caça per tal de protegir espècies animals en perill d'extinció o amenaçades. Aquests retards, o suspensions, prevenen que la gent caci o pesqui els animals en qüestió.
Una altra instància és el retard de les obligacions legals o pagaments. Un funcionari legal pot ordenar el retards d'un pagament a causa de circumstàncies especials, que fan que una part sigui incapaç de pagar a l'altra.